# Даа, Людвиг (политик)
Людвиг Даа (норв. Ludvig Daae; (24 апреля 1829, Лердал , Согн-ог-Фьюране — 1 мая 1893, Кристиансанн) — норвежский политический и государственный деятель, юрист, военный министр Норвегии (1884—1885).

## Биография
Сын капитана. До 1846 года учился в латинской школе в Христиании. Изучал право в университете Христиании до 1850 года. В 1863 году взял на себя управление семейной фермой.
Член Либеральной партии Норвегии. Был мэром Скодье. Основатель Skodje and Vatne Sparebank. В 1868 году был назначен шерифом в Суннмёре, в 1876 году работал судьёй. Несколько раз избирался в норвежский парламент — Стортинг.